# Liste des châteaux du Territoire de Belfort
la liste des châteaux du Territoire de Belfort recense de manière non exhaustive les châteaux (de défense ou d'agrément), maisons fortes, mottes castrales, situés dans le département français du Territoire de Belfort. Il est fait état des inscriptions et classements au titre des monuments historiques.

## Liste
| Icône            | Signification    | Abréviations             | Abréviations                  | Abréviations             | Abréviations           |
| ---------------- | ---------------- | ------------------------ | ----------------------------- | ------------------------ | ---------------------- |
| Château fort     | Château fort     | = Bastide                | = Ferme fortifiée             | = Maison forte           | = (Néo-)Palladianisme  |
| Renaissance      | Renaissance      | = Château gascon         | = Folie (montpelliéraine)     | = Manoir, Gentilhommière | = Résidence épiscopale |
| Domaine viticole | Domaine viticole | = Classicisme, classique | = Forteresse, fort(ification) | = Maison (noble)         | = Style Beaux-Arts     |
| Palais           | Palais           | = Commanderie            | = Gothique (flamboyant)       | = Néo-baroque            | = Style Second Empire  |
| Ruine ou disparu | Ruine, disparu   | = Château pinardier      | = Hôtel particulier           | = Néo-classique          | = Style italianisant   |
|                  |                  | = Demeure seigneuriale   | ... = Style Louis XII...XVI   | = Néo-gothique           | = Style troubadour     |
|                  |                  | = Éclectisme             | = Logis (seigneurial)         | = Néo-Renaissance        | = Villa (de Nice)      |
| Baroque, rococo  | Baroque, rococo  | = Édifice religieux      | = Motte castrale/féodale      | = Pavillon de chasse     | = Styles du XXe siècle |

| Type                            | Château                                  | Commune              | Protection                                                                                      | Notes                                                                      | Coordonnées                 | Illustration |
| ------------------------------- | ---------------------------------------- | -------------------- | ----------------------------------------------------------------------------------------------- | -------------------------------------------------------------------------- | --------------------------- | ------------ |
| Forteresse, fort(ification)     | Citadelle de Belfort                     | Belfort              | Classé MH (1907, 1913, 1923, 1997) · Inscrit MH (1993) · Notice no PA00101142 · Notice no M0361 | citadelle et des fortifications du XVIIe siècle et terminée au XIXe siècle | 47° 38′ 13″ N, 6° 51′ 56″ E |              |
| Château fort                    | Château de Delle                         | Delle                |                                                                                                 | Moyen Âge, hôtel de ville                                                  | 47° 30′ 27″ N, 6° 59′ 52″ E |              |
| Château fort · Ruine ou disparu | Château de Florimont (Tour de Florimont) | Florimont            | « Photo », notice no AP99L001863                                                                | Moyen Âge, ruine                                                           | 47° 30′ 34″ N, 7° 04′ 01″ E |              |
| Château fort · Ruine ou disparu | Château du Rosemont                      | Riervescemont        |                                                                                                 | Moyen Âge                                                                  | 47° 45′ 41″ N, 6° 51′ 46″ E |              |
| Château fort · Ruine ou disparu | Château de Rougemont                     | Rougemont-le-Château | Inscrit MH (1996) · Notice no PA00132868                                                        | XIIe et XIVe siècles                                                       | 47° 44′ 52″ N, 6° 58′ 00″ E |              |